# 山梨県道511号浅川瀬戸線
山梨県道511号浅川瀬戸線（やまなしけんどう511ごう あさかわせとせん）は、山梨県大月市を起点・終点とする一般県道である。

## 概要

### 路線データ
- 起点：山梨県大月市七保町浅川
- 終点：山梨県大月市七保町瀬戸（国道139号交点）

## 通過する自治体
- 山梨県大月市

## 交差・接続する道路
- 国道139号（大月市七保町瀬戸）